# Паломарское обозрение астероидов, пересекающих орбиты планет
Паломарское обозрение астероидов, пересекающих орбиты планет (англ. Palomar Planet-Crossing Asteroid Survey, сокр. PCAS) — проект по поиску астероидов, который действовал с 1973 года по июнь 1995 года. Проект был инициирован Элеонорой Хелин и Юджином Шумейкером.
В рамках проекта PCAS открыто несколько тысяч астероидов.
В 1983 году появился параллельный дочерний проект Паломарское обозрение астероидов и комет (англ. Palomar Asteroid and Comet Survey, сокр. PACS).

## Инструменты
Проект использовал 46-сантиметровый телескоп системы Шмидта. Для обнаружения астероидов на фотопластинках использовался специально сконструированный стереомикроскоп.